# Йован Бошковски
Йован Бошковски (на македонска литературна норма: Јован Бошковски) е писател, сценарист, автор на разкази, литературен критик и преводач от Социалистическа Република Македония.

## Биография
Роден е на 25 декември 1920 година в Скопие, Югославия. Работи като редактор в „Нова Македония“, „Нов ден“ и „Съвременност“. Неговата сбирка „Растрел“ (1947) е първият сборник с разкази на македонска литературна норма. Други от по-известните му творби са „Бегалци“ (1949), „Блокада“, „Луѓе и птици“ (1955) и „Солунските атентатори“ (1962). Автор е на сценария на филма „Солунските атентатори“. Член е на Комунистическата партия на Македония. Умира на 10 ноември 1968 година в Ерджелия.